# 히트 스프레더

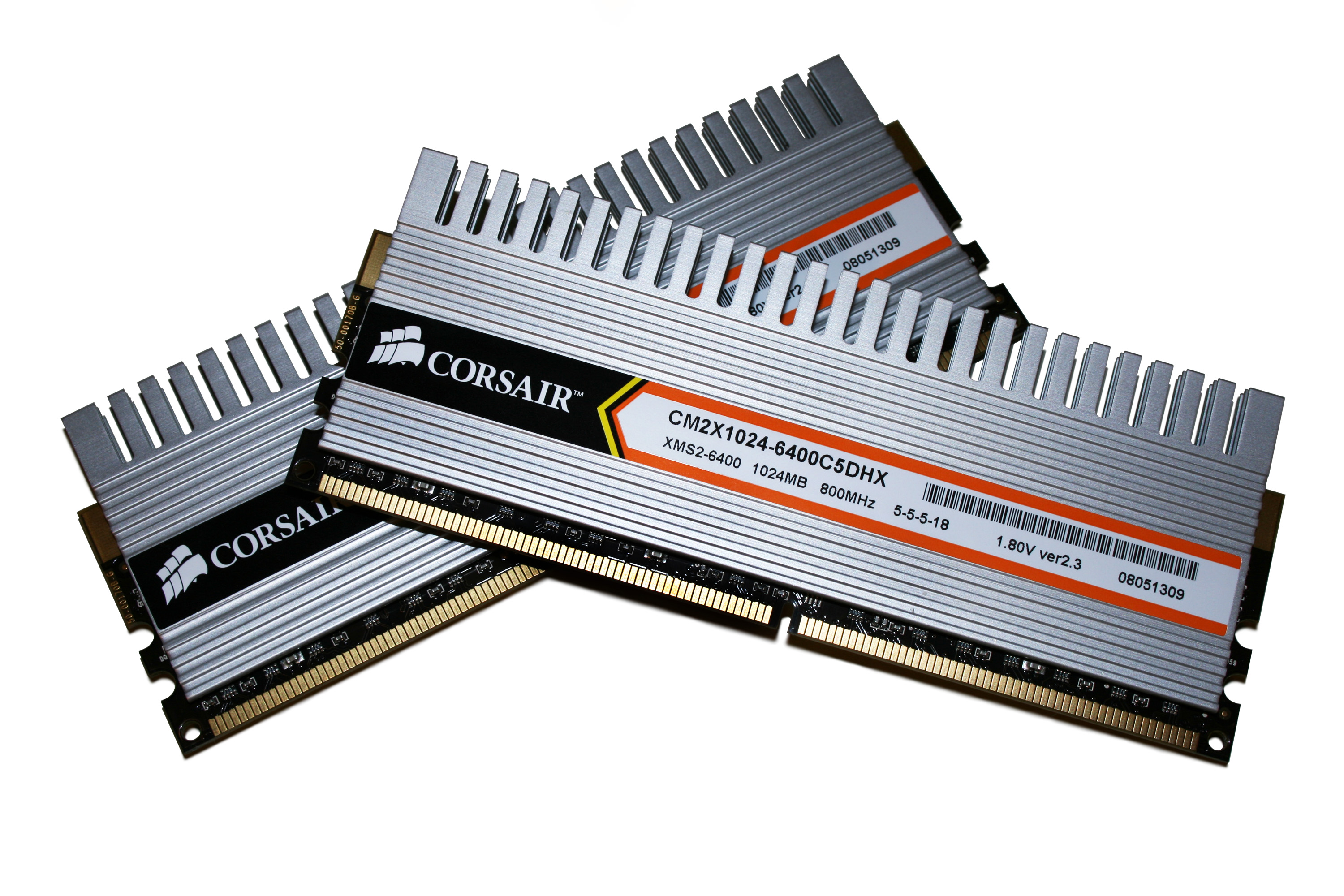

히트 스프레더(Heat spreader)는 구리 재질로 만들어진 얇은 판으로, 열전도율이 매우 높다. 구리는 부식이 잘되므로, 보통 크롬 같은 내마모성과 내부식성이 강한 재질로 도금을 한다.
태양열 집광판에서 열을 모을때나, 발열이 심한 CPU같은 집적회로의 냉각에 쓰인다. 또한 CPU의 냉각에 쓰일 경우에 크롬 도금이 되어 있는데, 이는 부식 방지의 목적보다는 절연과 전자파(EMI) 차단목적이 더 강하다.

## 같이 보기
- 히트파이프
- 히트 싱크